# Grimshaw (schaakprobleem)
De Grimshaw is een thema dat voorkomt in schaakproblemen. Volgens de officiële definitie spreekt men van een Grimshaw als er wederkerige interferentie is tussen een toren en een loper van dezelfde kleur op hetzelfde veld. In de praktijk betekent dat dat als de toren naar het interferentieveld gaat, de loper geblokkeerd wordt, en dat als de loper naar het interferentieveld gaat, de toren geblokkeerd wordt.
Een voorbeeld:
Dr. M. Niemeijer en J. Hartong, 1922.
Opgave: wit aan zet geeft mat in twee zetten.
Oplossing: 1. Da8, dreigt 2. Df3#.
Andere denkbare matzetten:
- 2. De8 faalt door 2. ... Lf7
- 2. e3 en 2. e4 falen door 2. ... Td1:
- 2. Dh8 faalt door 2. ... Lh8:

Mogelijke tegenzetten:
- 1. ... Td5 verhindert 2. Df3#, maar ook 2. ... Lf7, dus volgt 2. De8#.
- 1. ... Ld5 verhindert 2. Df3#, maar ook 2. ... Td1:, dus volgt 2. e4#.
- 1. ... Tb7 verhindert 2. Df3#, maar ook 2. ... Td1:, dus volgt 2. e4# of 2. e3#.
- 1. ... Ld4†. Nu staat wit schaak, maar nu is 2. e3# mogelijk.
- 1. ... Td4 pareert de dreiging, omdat dan na 2. Df3 Tg4 kan worden gespeeld. Nu is echter 2. ... Lh8: onmogelijk, dus volgt 2. Dh8#.
- 1. ... Td3 pareert de dreiging, omdat dan na 2. Df3 de dame wordt geslagen. Nu volgt 2. ... ed3:#.

Dit is dus een dubbele Grimshaw op d4 en d5.